# Championnat de France masculin de water-polo 2011-2012
Navigation
Édition précédente Édition suivante

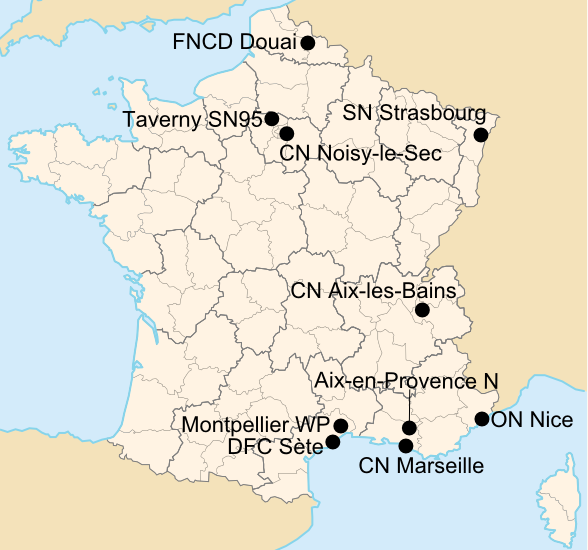
Localisation des clubs engagés dans le championnat.

La saison 2011-2012 de l'élite est l'édition de la première division du championnat de France de water-polo masculin, organisée par la Fédération française de natation (FFN). Dix équipes s'opposent en une série de dix-huit rencontres jouées du 22 octobre 2011 au 27 mai 2012 durant la phase régulière. En juin 2012, les quatre meilleures se rencontrent ensuite en phase finale pour le titre de champion.
En début de saison, le Reims Natation 89 quitte l'élite et est remplacé par le promu, Cercle des nageurs noiséens, champion de national 1 la saison précédente.
Le Montpellier Water-Polo le remporte lors du match d’appui de la finale, le 24 juin 2012, contre le Cercle des nageurs de Marseille, tenant du titre depuis 2005.

## Les 10 clubs participants
| Club                               | Dernière montée | Classement 2010-2011 (après finales) | Entraîneurs (au 21 octobre 2011)        | depuis                  | Piscine                          | Capacité (spectateurs) |
| ---------------------------------- | --------------- | ------------------------------------ | --------------------------------------- | ----------------------- | -------------------------------- | ---------------------- |
| Pays d’Aix Natation                | 2009            | 9                                    | Alexandre Donsimoni                     |                         | piscine Yves Blanc               |                        |
| Cercle des nageurs d'Aix-les-Bains | 2003            | 4                                    | Branko Bjelanovic Jean-Sylvain Karsenty | 2011-2012 20 avril 2012 | centre nautique d'Aix-les-Bains  |                        |
| Francs nageurs cheminots de Douai  | 2005            | 6                                    | Vinko Rossi                             | 2011                    | piscine des Glacis               |                        |
| Cercle des nageurs de Marseille    |                 | 1                                    | Petar Kovačević Nenad Vukanić           | 2006[réf. nécessaire] ? | piscine Pierre-Garsau            |                        |
| Montpellier Water-Polo             | 1996,           | 2                                    | Fabien Vasseur                          | 1998                    | piscine olympique d'Antigone     | 2000                   |
| Olympic Nice Natation              |                 | 3                                    | Samuel Nardon Julius Izdinsky           | 2010 2005               | piscine Jean-Bouin               |                        |
| Cercle des nageurs noiséens        | 2011            | Promu (champion N1)                  | Miodrag Mirovic Florian Bruzzo          | 2011 12 mars 2012       | piscine Édouard-Herriot          |                        |
| Dauphins FC Sète                   | 1987            | 5                                    | Yannick Bonniou                         | 2011                    | centre balnéaire Raoul-Fonquerne |                        |
| Société de natation de Strasbourg  |                 | 8                                    | Sébastien Bérenguel                     |                         | piscine de la Kibitzenau         |                        |
| Taverny Sports nautiques 95        | 2010            | 7                                    | Marc Amardeilh                          | 2008                    | piscine municipale de Taverny    |                        |

Le tri des noms de club s'effectue à partir de la première lettre du nom de la ville du club.
Par ailleurs, depuis janvier 2009 et jusqu'à fin 2011, l'entraîneur du Cercle des nageurs de Marseille, Petar Kovačević, est le sélectionneur et entraîneur de l'équipe de France masculine. Il est assisté par Samuel Nardon, entraîneur de l'Olympic Nice Natation.

## Compétition

### Phases
Dix-huit journées constituent la phase régulière du 22 octobre 2011 au 27 mai 2012. Chaque équipe se rencontre deux fois.
En juin 2012, entre les quatre premiers de la phase régulière, est organisée une phase finale (demi-finales et finale) pour déterminer le champion élite. Chaque étape se remporte au meilleur de trois matchs avec aller chez le moins bien classé de la phase régulière, retour et match d'appui chez le mieux classé la semaine suivante.

### Règlement
Concernant les matchs non joués, une équipe est déclarée « forfait général » si elle est déclarée forfait lors de deux rencontres. Dans ce cas, elle est retirée du championnat, disparaît du classement, ainsi que les résultats des matchs qu'elle a pu jouer.

### Qualifications et relégations
À l'issue de la phase finale, les qualifications pour la saison 2012-2013 sont déterminées ainsi : le premier et le deuxième accèdent au premier tour de la Ligue des champions ; le troisième et le quatrième au premier tour de la LEN Euro Cup.
Dans le cas où un club français plaçait la France à l'une des huit premières places du tour préliminaire de la Ligue des champions, la fédération française pourrait obtenir une troisième place qualificative pour celle-ci. Le troisième du championnat obtiendrait une place pour son premier tour, le vice-champion se qualifierait pour le second tour et le champion de France participerait directement au tour préliminaire.
À l'issue d'une série éliminatoire entre les équipes classées de la cinquième à la huitième, jouée de la même façon que la phase finale entre les quatre premiers, le vainqueur et cinquième du championnat participe à la coupe de la Confédération méditerranéenne de natation 2012 (Comen).
Si une des deux équipes françaises qualifiées pour la Ligue des champions 2011-2012 plaçait la France à l'une des huit premières places par nation du tour préliminaire, le cinquième du championnat obtiendrait la seconde place qualificative pour la LEN Euro Cup 2012-2013. En conséquence, c'est le sixième qui participerait à la coupe Comen.
Si un des clubs qualifiés en coupes d'Europe se désiste, l'inscription du club suivant au classement sera proposée à la Ligue européenne de natation.
Le dixième de la phase régulière est directement relégué en National 1. Le neuvième joue un barrage contre le deuxième de national 1 (ou le troisième si une des deux premières places est occupée par l'équipe résidente de l'INSEP) aux mêmes dates que les demi-finales.

## Phase régulière

### Classement final
Le classement est calculé avec le barème de points suivant : une victoire vaut trois points, le match nul un. La défaite ne rapporte aucun point. Au terme de la phase régulière, les équipes à égalité sont départagées d'après le score cumulé de leurs deux matchs. Si nécessaire, les scores cumulés puis le nombre de buts inscrits face à chacune des autres équipes, selon leur classement, seront utilisés, voire une séance de tirs au but dans les cas ultimes.
| Rang | Équipe              | Pts | J  | G  | N | P  | Bp  | Bc  | Diff |
| ---- | ------------------- | --- | -- | -- | - | -- | --- | --- | ---- |
| 1    | Montpellier WP V    | 49  | 18 | 16 | 1 | 1  | 246 | 129 | +117 |
| 2    | CN Marseille T CF   | 49  | 18 | 16 | 1 | 1  | 289 | 119 | +170 |
| 3    | ON Nice             | 39  | 18 | 13 | 1 | 4  | 201 | 131 | +70  |
| 4    | FNC Douai           | 30  | 18 | 10 | 0 | 8  | 196 | 189 | +7   |
| 5    | DFC Sète            | 22  | 17 | 7  | 2 | 8  | 165 | 182 | -17  |
| 6    | SN Strasbourg       | 18  | 18 | 6  | 0 | 12 | 173 | 217 | -44  |
| 7    | Taverny SN95        | 17  | 18 | 5  | 2 | 11 | 155 | 205 | -50  |
| 8    | Aix-en-Provence PAN | 17  | 18 | 5  | 2 | 11 | 144 | 190 | -46  |
| 9    | CN Noisy-le-Sec P   | 15  | 18 | 5  | 0 | 13 | 125 | 252 | -127 |
| 10   | CN Aix-les-Bains    | 6   | 18 | 2  | 1 | 15 | 116 | 194 | -78  |

P : promu de National 1 en 2011 ; T : tenant du titre 2011 ; V : Vice-champion 2011 ; CF : Vainqueur de la Coupe de France en 2011 .
Légende
- Place de qualification pour la série finale.
- Place de qualification pour la série de classement 5e-8e.
- Place de barragiste pour la relégation en National 1.
- Place de relégué en National 1.

Notes :
- en février 2012, le match DFC Sète contre ON Nice, interrompu à quelques secondes de la fin, est indiqué comme perdu par les deux équipes : score de 0-0 et un point retiré à chaque équipe au classement.
- Fin avril 2012, le match CN Marseille contre CN Aix-les-Bains, pour lequel ce dernier n’avait pu arriver à Marseille, est déclaré gagné par forfait pour le CNM sur un score de 8-0 et le CNAB perd un point au classement.
- Les clubs à égalité de points sont départagés en fin de phase par le résultat de leurs confrontations directes.

| Hôte aller                      | aller | Score total | retour | Hôte retour                 |
| ------------------------------- | ----- | ----------- | ------ | --------------------------- |
| Cercle des nageurs de Marseille | 9-12  | 19-22       | 10-10  | Montpellier Water-Polo      |
| Pays d'Aix Natation             | 8-8   | 17-23       | 9-15   | Taverny Sports nautiques 95 |

### Journée par journée

#### Leader du championnat
Le numéro de journée correspond à l'ordre effectif des journées, et non à l'ordre prévu par le calendrier initial.

#### Évolution du classement
Le numéro de journée correspond à l'ordre effectif des journées, et non à l'ordre prévu par le calendrier initial.
Les notes signalent les matchs qui ne sont pas comptabilisés dans le classement au moment de la journée (report, forfait).
| Club                | 1  | 2  | 3  | 4  | 5  | 6  | 7  | 8  | 9  | 10 | 11 | 12 | 13 | 14 | 15 | 16 | 17 | 18 | après finale |
| ------------------- | -- | -- | -- | -- | -- | -- | -- | -- | -- | -- | -- | -- | -- | -- | -- | -- | -- | -- | ------------ |
| Aix-en-Provence PAN | 10 | 10 | 7  | 6  | 5  | 6  | 5  | 6  | 6  | 6  | 6  | 6  | 7  | 6  | 8  | 7  | 7  | 8  | 7            |
| CN Aix-les-Bains    | 4  | 6  | 6  | 7  | 8  | 9  | 9  | 8  | 9  | 9  | 10 | 10 | 10 | 10 | 10 | 10 | 10 | 10 | 10           |
| FNC Douai           | 9  | 5  | 5  | 5  | 6  | 5  | 4  | 4  | 4  | 4  | 4  | 4  | 4  | 4  | 5  | 4  | 4  | 4  | 4            |
| CN Marseille        | -  | 3  | 1  | 1  | 1  | 1  | 1  | 1  | 2  | 2  | 2  | 2  | 1  | 1  | 1  | 1  | 1  | 2  | 2            |
| Montpellier WP      | 1  | 4  | 4  | 4  | 3  | 3  | 2  | 2  | 1  | 1  | 1  | 1  | 2  | 2  | 2  | 2  | 2  | 1  | 1            |
| ON Nice             | 3  | 1  | 2  | 2  | 2  | 2  | 3  | 3  | 3  | 3  | 3  | 3  | 3  | 3  | 3  | 3  | 3  | 3  | 3            |
| CN Noisy-le-Sec     | -  | 7  | 10 | 8  | 9  | 10 | 10 | 10 | 10 | 10 | 9  | 8  | 6  | 8  | 7  | 8  | 8  | 9  | 9            |
| DFC Sète            | 2  | 2  | 3  | 3  | 4  | 4  | 6  | 5  | 5  | 5  | 5  | 5  | 5  | 5  | 4  | 5  | 5  | 5  | 5            |
| SN Strasbourg       | 8  | 8  | 8  | 9  | 7  | 8  | 8  | 9  | 8  | 8  | 8  | 7  | 9  | 7  | 6  | 6  | 6  | 6  | 6            |
| Taverny SN95        | 7  | 9  | 9  | 10 | 10 | 7  | 7  | 7  | 7  | 7  | 7  | 9  | 8  | 9  | 9  | 9  | 9  | 7  | 8            |

Légende des couleurs pour les journées de la phase régulière
- Place de qualification pour la série finale.
- Place de qualification pour la série de classement 5e-8e.
- Place de barragiste pour la relégation en National 1.
- Place de relégué en National 1.

Légende pour le classement final
- Qualification pour la Ligue des champions.
- Qualification pour la LEN Euro Cup.
- Qualification pour la coupe Comen.
- Relégation en National 1.

### Résultats des matchs

#### Tableau synthétique
mise à jour: 27 mai 2012
| Résultats (dom.\ext.)                                              | PAN   | CNAB  | FNCD  | CNM   | MWP  | ONN   | CNN  | DFCS  | SNS   | TSN95 |
| Aix-en-Provence PAN                                                |       | 9-4   | 8-7   | 4-17  | 8-11 | 6-7   | 11-7 | 9-8   | 12-5  | 8-8   |
| CN Aix-les-Bains                                                   | 8-8   |       | 8-10  | 5-17  | 4-17 | 9-13  | 5-6  | 6-7   | 10-9  | 7-6   |
| FNC Douai                                                          | 13-7  | 14-8  |       | 5-12  | 12-9 | 7-13  | 14-7 | 14-10 | 16-13 | 13-6  |
| CN Marseille                                                       | 17-9  | 8-0   | 15-5  |       | 9-12 | 11-6  | 25-2 | 24-9  | 17-8  | 18-9  |
| Montpellier WP                                                     | 10-4  | 15-7  | 14-9  | 10-10 |      | 13-10 | 27-4 | 11-9  | 15-4  | 15-8  |
| ON Nice                                                            | 15-6  | 14-7  | 13-7  | 4-10  | 7-9  |       | 14-4 | 13-6  | 8-6   | 17-6  |
| CN Noisy-le-Sec                                                    | 9-8   | 7-3   | 13-19 | 5-28  | 5-16 | 8-16  |      | 8-9   | 9-8   | 8-10  |
| DFC Sète                                                           | 12-17 | 16-11 | 12-8  | 10-15 | 4-14 | 0-0   | 18-7 |       | 12-11 | 8-8   |
| SN Strasbourg                                                      | 12-6  | 9-8   | 14-11 | 6-17  | 9-14 | 8-17  | 15-9 | 11-10 |       | 12-11 |
| Taverny SN95                                                       | 15-9  | 8-6   | 7-11  | 10-19 | 6-14 | 8-14  | 6-7  | 8-6   | 15-13 |       |
| - Victoire à domicile - Victoire à l'extérieur - Match non disputé |       |       |       |       |      |       |      |       |       |       |

n.j. : non joué - rep. : reporté - 8-0 : score d'un forfait de l'équipe visiteur - 0-0 : score d’un match perdu par les deux équipes pour incident.

### Classement des buteurs
À partir de l'ensemble des feuilles de matchs, l'Association des clubs de water-polo français établit un classement des buteurs diffusé sur son site web.
Mathieu Peisson termine premier avec soixante-dix-sept buts, environ un tiers des buts marqués par son équipe, le Montpellier Water-Polo.
| Rang                                                                 | Joueur          | Club                              | Buts |
| -------------------------------------------------------------------- | --------------- | --------------------------------- | ---- |
| 1                                                                    | Mathieu Peisson | Montpellier Water-Polo            | 77   |
| 2                                                                    | Đorđe Filipović | Société de natation de Strasbourg | 49   |
| 3                                                                    | Ugo Crousillat  | Cercle des nageurs de Marseille   | 47   |
| Source : Site de l’ACWF le 1er juin 2012 (après la phase régulière). |                 |                                   |      |

### Événements de la saison

#### Transferts à l'intersaison 2011
Au Cercle des nageurs de Marseille, l'entraîneur Petar Kovačević est suspendu neuf matchs, soit pour les matchs aller de la phase régulière, à la suite de l'incident lors du match d’appui de la finale du championnat précédent.
Après l'arrivée du gardien Gábor Jászberényi, Montpellier Water-Polo recrute un deuxième joueur hongrois, Márk Kállay, qui jouait pour le club monténégrin VK Primorac en 2010-2011. Le Douaisien Aurélien Clay, et le Croate Željko Kovačić (après une saison au Jadran Herceg Novi au cours de laquelle il a remporté la Ligue adriatique) est également annoncé au MWP. Parmi les départs, Vincent Jarnet rejoint le Lyon olympique universitaire (LOU) qui évolue en National 2. Enfin, l'entraîneur Fabien Vasseur est suspendu un match, puis, à la suite de son appel, cinq matchs (trois en coupes de France et les deux premiers du championnat) pour ses propos aux arbitres lors du match aller de la finale du championnat 2010-2011.
Cinq joueurs du Cercle des nageurs d’Aix-les-Bains rejoignent le LOU dont le projet sportif est de passer du championnat national 2 aux premières positions de National 1 en trois saisons. Ce sont le gardien Julien Aspar nommé à la direction technique de son nouveau club, Sofiane Lalmi, le Slovène Jure Nastran, Kaamby Oumouri et Mazouzi.
Quatre départs et deux arrivés sont annoncés dès la fin de la saison 2010-2011 aux Francs nageurs cheminots de Douai : les Croates Nikola Grbic et Tomislav Rudinica, Aurélien Clay et Andria Spanja quittent le club qui accueillent le Croate Antonio Sentic venant du club italien de série A2 Plebiscito Padova et Pierre-Frédéric Vanpeperstraete du Pélican Club Valenciennes.
Le Monténégrin Sergueï Lobov, vainqueur du Trophée LEN 2009-2010 avec Vaterpolo Akademija Cattaro, quitte Taverny Sports nautiques 95 pour le relégué en national 1, Reims Natation 89.
La Société de natation de Strasbourg annonce l'arrivée de deux joueurs serbes Marko Basic, dès juin 2011, en provenance du club monténégrin VK Budva, troisième de l'Euroligue 2010-2011 et Đorđe Filipović, vainqueur de la Ligue adriatique avec le club monténégrin PVK Jadran Herceg Novi. Deux joueurs français sont recrutés : Charly Ben Romdhane des Francs nageurs cheminots de Douai et Kévin Solnon du club de national 3 Natation District Villefranche en Beaujolais (NDVB). Ces arrivées et l'utilisation de jeunes joueurs formés au club compensent les arrêts de compétition des Français Alexandre Chevalier en janvier 2011, Aurélien Cousin et Nicolas Schuster en juin, et les départs des Hongrois Balazs Pelle, Tamas Sziklaï et du Néerlandais Fabian Wanrooij.
Concernant Aix-en-Provence Natation devenu Pays d’Aix Natation, Fouad Belkhiri rejoint le Lyon olympique universitaire.
Après avoir réussi la remontée en élite du Cercle des nageurs noiséens, l'entraîneur Tibor Fulop rejoint le Nautic Club angérien, troisième du championnat national 1 en 2010-2011.

#### Coupe de France
Les clubs de l’élite 2010-2011 participent à la coupe de France 2011 du 14 au 16 octobre, à Nice. Le promu, Cercle des nageurs noiséens, est éliminé au tour préliminaire avec deux autres équipes du championnat de national 1 de la saison précédente. En l’absence du quatrième de la saison précédente, le Cercle des nageurs d’Aix-les-Bains, les trois premiers terminent aux mêmes premières places. Il s'agit de la troisième coupe de France consécutive remportée par le Cercle des nageurs de Marseille.

#### Matchs aller de la phase régulière
Après la troisième journée, le samedi 19 novembre, le président du Montpellier Water-Polo annonce l'absence pour cinq mois à la suite d'une blessure du Hongrois Márk Kállay et son remplacement dès la journée suivante par l'international australien Christopher Dyson en provenance des Balmain Tigers.
Lors de la quatrième journée, le 3 décembre 2011, le match DFC Sète contre ON Nice est arrêté par les arbitres à dix-huit secondes de la fin du dernier quart-temps, alors que le score est de neuf buts à dix. Un coup de poing d’un joueur niçois provoque un incident avec l’entrée de plusieurs joueurs du banc des deux équipes dans le bassin.
Au moment de la trêve hivernale, étendue du 17 décembre 2011 avec le match en retard SN Strasbourg contre Montpellier WP au 4 février 2012 (sixième journée) en raison des championnats d’Europe féminin et masculin en janvier, le Cercle des nageurs de Marseille est installé à la première place depuis la troisième journée. L'Olympic Nice Natation le rejoint à cette place lors du match avancé de la neuvième journée, joué le 28 janvier 2012 ; puis le Montpellier WP après la septième journée avec un match de Marseille reporté.
Entre les septième et huitième journée, en février, une décision est rendue sur le match interrompu Sète contre Nice de la quatrième journée : les deux équipes sont déclarées perdantes (score 0-0 et aucun point inscrit au classement). Au Cercle des nageurs d’Aix-les-Bains, le gardien croate Duje Veršić n’étant pas revenu au club après la trêve, il est remplacé à partir de la huitième journée par le Slovène Luka Gržentič en provenance du Vaterpolo klub Koper.
Le 3 mars, a lieu la neuvième journée, la dernière des matchs aller (manque cependant le match CN Marseille contre CN Aix-les-Bains), Montpellier Water-Polo prend la première place en battant le Cercle des nageurs de Marseille.

#### Matchs retour de la phase régulière
Entre la onzième journée du 17 mars et la douzième journée du 14 avril, le championnat est suspendu par l’entraînement aux Pays-Bas de l’équipe de France, au moment où a lieu le tournoi de qualification olympique à Edmonton, au Canada.
Après la défaite à domicile cinq buts à six contre le Cercle des nageurs noiséens, l'entraîneur croate du Cercle des nageurs d'Aix-les-Bains, Branco Bjelanovic, arrivé cette saison, est remplacé par Jean-Sylvain Karsenty, entraîneur du groupe élite de natation du club.
Avant la treizième journée du 21 avril 2012, le site de la FFN annonce le forfait du CN Aix-les-Bains qui n'avait pu arriver à Marseille pour le match du 26 février 2012, en retard de la septième journée. Le CN Marseille est crédité d’une victoire de huit buts à zéro qui lui permet de revenir au même nombre de points que Montpellier WP au classement général après la treizième journée. Lors de leur confrontation retour pour la dix-septième journée du 19 mai, les deux leaders terminent à égalité dix buts partout.
Après la dernière journée organisée les 26 et 27 mai, Montpellier Water-Polo termine premier grâce à sa victoire aller et son match nul retour contre le Cercle des nageurs de Marseille, deuxième mais avec les meilleures attaques (289 buts marqués) et défenses (119 buts pris) du championnat. Ils affrontent respectivement les Francs nageurs cheminots de Douai et l'Olympic Nice Natation en demi-finales. Le Cercle des nageurs noiséens termine neuvième et doit jouer un barrage contre le deuxième de National 1, Reims Natation 89, tandis que le Cercle des nageurs de Senlis, champion de N1, est promu directement. Dixième et dernier, le Cercle des nageurs d’Aix-les-Bains est relégué en championnat national 1 pour la saison 2012-2013.

## Phases finales
Trois phases finales ont lieu : la première pour le titre de champion de France et les qualifications aux coupes d'Europe de la Ligue européenne de natation, la deuxième pour la cinquième place et la qualification à la coupe de la Confédération méditerranéenne de natation et la troisième est un barrage entre l'avant-dernier de l'élite et le deuxième de national 1.
Chaque confrontation des phases finales se joue en deux matchs gagnés par la même équipe, quitte à jouer un troisième match le dimanche suivant le match retour. Aucun match ne peut se finir par un match nul. À cette fin, sont prévues des prolongations et une séance de tirs au but pour départager les équipes. L'équipe la mieux classée en phase régulière organise les matchs retour et d'appui.
Le règlement prévoit que les phases finales du championnat de l’élite doivent être disputées dans des bassins aux normes internationales (soit au moins trente mètres par vingt) : en conséquence, certains matchs ne sont pas joués dans le bassin habituel des clubs.

### Pour le titre de champion

#### Demi-finales
Les matchs aller du FNC Douai sont joués à la piscine Marx-Dormoy de Lille.
| Hôte aller                             | aller (2 juin) | retour (9 juin) | appui (10 juin) | Hôte retour et d'appui               | quarts-temps aller    | quarts-temps retour   | quarts-temps appui    |
| -------------------------------------- | -------------- | --------------- | --------------- | ------------------------------------ | --------------------- | --------------------- | --------------------- |
| Francs nageurs cheminots de Douai (4e) | 5-11           | 1-10            |                 | Montpellier Water-Polo (1er)         | 2-2 ; 1-4 ; 1-1 ; 1-4 | 0-2 ; 0-4 ; 1-1 ; 0-3 |                       |
| Olympic Nice Natation (3e)             | 9-6            | 12-18           | 10-11           | Cercle des nageurs de Marseille (2e) | 3-2 ; 2-2 ; 2-1       | 3-4 ; 1-6 ; 3-2 ; 5-6 | 2-3 ; 1-4 ; 4-1 ; 3-3 |

Lors de sa demi-finale, l’Olympic Nice Natation joue avec un effectif réduit à neuf joueurs, en raison des blessures de Loris Jeleff et Rémi Saudadier, du retour récent de Emrick Ardisson et du remplacement des deux premiers par deux jeunes joueurs,.

### Troisième place
| Hôte aller                        | aller (16 juin) | retour (23 juin) | appui (24 juin) | Hôte retour et d'appui | quarts-temps aller | quarts-temps retour   | quarts-temps appui |
| --------------------------------- | --------------- | ---------------- | --------------- | ---------------------- | ------------------ | --------------------- | ------------------ |
| Francs nageurs cheminots de Douai | 5-9             | 6-12             |                 | Olympic Nice Natation  | 0-2 ; 1-1 ; 2-3    | 1-3 ; 0-3 ; 2-3 ; 3-3 |                    |

#### Finale
| Hôte aller                      | aller (16 juin) | retour (23 juin) | appui (24 juin) | Hôte retour et d'appui | quarts-temps aller    | quarts-temps retour   | quarts-temps appui    |
| ------------------------------- | --------------- | ---------------- | --------------- | ---------------------- | --------------------- | --------------------- | --------------------- |
| Cercle des nageurs de Marseille | 19-12           | 5-6              | 5-7             | Montpellier Water-Polo | 2-3 ; 7-4 ; 6-3 ; 4-2 | 0-1 ; 1-1 ; 2-3 ; 2-1 | 0-2 ; 2-1 ; 2-2 ; 1-2 |

### Pour la cinquième place
Taverny SN95 n'ayant pas pu trouver un bassin règlementaire, le match aller contre la SN Strasbourg est joué la veille du match retour, le 8 juin, à la piscine de la Kibitzenau de Strasbourg. Les matchs accueillis par le DFC Sète sont joués à la piscine olympique d'Antigone de Montpellier.
| Hôte aller                       | aller (2 ou 8 juin) | retour (9 juin) | appui (10 juin) | Hôte retour et d'appui                 | quarts-temps aller    | quarts-temps retour   | quarts-temps appui |
| -------------------------------- | ------------------- | --------------- | --------------- | -------------------------------------- | --------------------- | --------------------- | ------------------ |
| Pays d’Aix Natation (8e)         | 11-9                | 7-13            | 7-13            | Dauphins FC Sète (5e)                  | 5-2 ; 3-1 ; 2-2 ; 1-4 | - ; -                 | - ; -              |
| Taverny Sports nautiques 95 (7e) | 9-16                | 16-22           |                 | Société de natation de Strasbourg (6e) | - ; -                 | 4-6 ; 5-4 ; 3-7 ; 4-5 |                    |

Pour les raisons de taille de bassin, les matchs se jouent en deux jours d’affilée à la piscine Yves-Blanc d’Aix-en-Provence et à la piscine de la Kibitzenau à Strasbourg.
| Hôte aller                        | aller (15 et 16 juin)     | retour (16 et 17 juin)    | appui                       | Hôte retour et d'appui    | quarts-temps aller        | quarts-temps retour       | quarts-temps appui        |
| Match de classement 7e/8e         | Match de classement 7e/8e | Match de classement 7e/8e | Match de classement 7e/8e   | Match de classement 7e/8e | Match de classement 7e/8e | Match de classement 7e/8e | Match de classement 7e/8e |
| --------------------------------- | ------------------------- | ------------------------- | --------------------------- | ------------------------- | ------------------------- | ------------------------- | ------------------------- |
| Pays d’Aix Natation               | 21-15                     | 16-7                      | Taverny Sports nautiques 95 | - ; -                     | 5-2 ; 2-3 ; 4-2 ; 5-0     |                           |                           |
| Match de classement 5e/6e         |                           |                           |                             |                           |                           |                           |                           |
| Société de natation de Strasbourg | 10-14                     | 11-15                     | Dauphins FC Sète            | 1-4 ; 3-3 ; 4-5 ; 2-2     | 2-5 ; 2-4 ; 5-4 ; 2-2     |                           |                           |

### Barrage
En remportant les deux matchs de barrage, le Cercle des nageurs noiséens se maintient en élite.
| Hôte aller                        | aller (9 juin) | retour (16 juin) | Hôte retour et d'appui                  | quarts-temps aller    | quarts-temps retour |
| --------------------------------- | -------------- | ---------------- | --------------------------------------- | --------------------- | ------------------- |
| Reims Natation 89 (2e National 1) | 8-9            | 8-15             | Cercle des nageurs noiséens (9e) Élite) | 4-3 ; 1-2 ; 0-3 ; 3-1 | 3-3 ; 2-3 ; 1-6     |

## Bilan de la saison

### Classement final
| Rang | Équipes                            |
| ---- | ---------------------------------- |
| 1    | Montpellier Water-Polo             |
| 2    | Cercle des nageurs de Marseille    |
| 3    | Olympic Nice Natation              |
| 4    | Francs nageurs cheminots de Douai  |
| 5    | Dauphins FC Sète                   |
| 6    | Société de natation de Strasbourg  |
| 7    | Pays d’Aix Natation                |
| 8    | Taverny Sports nautiques 95        |
| 9    | Cercle des nageurs noiséens        |
| 10   | Cercle des nageurs d’Aix-les-Bains |

### Honneurs, qualifications et relégations
Les informations ci-dessous suivent le règlement du championnat élite. Cependant, mi-avril 2012, l'assemblée générale de la Fédération française de natation a accepté la création d’une « Ligue promotionnelle de water-polo » au sein de laquelle les clubs élite masculins et féminins gèrent leurs championnats. Le règlement de la nouvelle institution peut varier du règlement 2011-2012.
En juin 2012, la Ligue européenne de natation modifie l'organisation de la Ligue des champions, ce qui permet finalement au champion de France de se qualifier pour le tour préliminaire.
| Tableau d'Honneur        | Tableau d'Honneur               |
| Compétition              | Vainqueur                       |
| ------------------------ | ------------------------------- |
| Champion de France élite | Montpellier Water-Polo          |
| Coupe de France          | Cercle des nageurs de Marseille |

| Qualifications européennes, saison 2012-2013 | Qualifications européennes, saison 2012-2013                                                          |
| Compétition, tour                            | Clubs                                                                                                 |
| -------------------------------------------- | --- |
| Ligue des champions                          | Montpellier Water-Polo (tour préliminaire) et Cercle des nageurs de Marseille (tour de qualification) |
| LEN Euro Cup (premier tour)                  | Olympic Nice Natation et Francs nageurs cheminots de Douai                                            |
| Coupe COMEN 2012-2013                        | Dauphins FC Sète                                                                                      |

| Promotions et relégations | Promotions et relégations   | Promotions et relégations          |
|                           | Début de saison             | Fin de saison                      |
| ------------------------- | --------------------------- | ---------------------------------- |
| Relégués en National 1    | Reims Natation 89           | Cercle des nageurs d’Aix-les-Bains |
| Promus de National 1      | Cercle des nageurs noiséens | Cercle des nageurs de Senlis       |

### Distinctions
Pour la quatrième année consécutive, après la phase régulière, des distinctions sont votées par les dix entraîneurs des clubs de l'élite et les participants du Forum du water-polo français.
| Distinctions 2012                                            | Distinctions 2012                     | Distinctions 2012 |
| ------------------------------------------------------------ | ------------------------------------- | ----------------- |
| Meilleur joueur                                              | Mathieu Peisson (MWP)                 |                   |
| Meilleur gardien                                             | Gabor Jászberényi* (MWP)              |                   |
| Meilleur buteur                                              | Mathieu Peisson (MWP, 77 buts)        |                   |
| Meilleur espoir (né en 1991 et après)                        | Enzo Khasz* (ONN)                     |                   |
| Meilleur entraîneur                                          | Petar Kovačević* (CNM)                |                   |
| Meilleurs arbitres                                           | Christophe Vanhems et Pascal Bouchez* |                   |
| Meilleur club organisateur (mise en scène, ambiance, public) | Montpellier Water-Polo*               |                   |

Les personnes et club marqués d'une astérisque (*) ont reçu la même distinction à la fin de la saison 2010-2011.

## Parcours en coupes d'Europe
À la suite de la phase finale du championnat 2010-2011, quatre clubs français sont qualifiés pour les deux coupes d'Europe dont le nom a été modifiée en juillet 2011 : le Cercle des nageurs de Marseille et Montpellier Water-Polo en Ligue des champions, les Cercle des nageurs d’Aix-les-Bains et l'Olympic Nice Natation à la LEN Euro Cup. L'objectif des deux premiers est d'atteindre le tour préliminaire de la Ligue des champions et d'obtenir par leur classement final que la France soit dans les huit premières nations pour permettre l'ouverture d'une place qualificative supplémentaire,.
Lors du premier tour de la Ligue des champions, la semaine du 6 au 11 septembre, Montpellier WP, cinquième de son groupe joué à Kotor, est reversé au deuxième tour de l'Eurocup. Au premier tour de la LEN Euro Cup, l'Olympic Nice Natation (troisième du groupe A à Tbilissi) et le Cercle des nageurs d’Aix-les-Bains (quatrième du groupe D à Aix-les-Bains) rejoignent Montpellier Water-Polo au deuxième tour. Cependant, les trois clubs sont éliminés au second tour de l’Eurocup joué respectivement à İstanbul pour le CN Aix-les-Bains (groupe G), Chíos pour Montpellier WP (groupe I) et Nice pour l’ON Nice (groupe E).
De son côté, en Ligue des champions, le CN Marseille, organisateur des matchs du groupe A du premier tour, se qualifie avec sa deuxième place au second tour de la principale coupe d’Europe des clubs. Deux semaines plus tard, le club marseillais termine premier du groupe E à Novi Sad et se qualifie pour le tour préliminaire de la Ligue des champions.
En tour préliminaire, au sein du groupe C, le CN Marseille est confronté en matchs aller et retour d’octobre à février au champion d’Italie Pro Recco, vainqueur de l’édition 2009-2010 et finaliste de l’édition précédente, au champion de Russie Spartak Volgograd et au vainqueur monténégrin des Ligues adriatiques 2010 et 2011 PVK Jadran Herceg Novi. Les matchs joués à Marseille sont diffusés sur un des canaux événementiels de la chaîne Orange sport alors que le championnat ne bénéficie pas de retransmission télévisée depuis la fin de la saison 2009-2010.
Au terme des matchs aller, le CN Marseille a perdu ses trois matchs : 13-7 contre le PVK Jadran à Herceg Novi, 4-13 contre Pro Recco et 12-13 contre le Spartak Volgograd à Marseille. Les matchs retour se terminent sur trois défaites également : 15-10 à Volgograd, 15-7 à Recco et 10-13 à Marseille contre PVK Jadran.
Au terme du tour préliminaire, le classement des meilleurs clubs par pays présente la France à la neuvième place. Les équipes du championnat élite 2011-2012 bénéficieront de seulement deux quotas au premier tour de la Ligue des champions 2012-2013, au lieu de trois quotas avec entrée du vice-champion au second tour et du champion au tour préliminaire.
| Rang | Équipe                                   | Pts | J | G | N | P | Bp | Bc | Diff |
| ---- | ---------------------------------------- | --- | - | - | - | - | -- | -- | ---- |
| 1    | Pro Recco (Italie)                       | 18  | 6 | 6 | 0 | 0 | 83 | 40 | +43  |
| 2    | Vaterpolo Klub Jug (Croatie)             | 18  | 6 | 6 | 0 | 0 | 62 | 41 | +21  |
| 3    | Szeged Vízilabda Egyesület (Hongrie)     | 13  | 6 | 4 | 1 | 1 | 55 | 52 | +3   |
| 4    | PVK Jadran Herceg Novi (Monténégro)      | 10  | 6 | 3 | 1 | 2 | 67 | 62 | +5   |
| 5    | Vaterpolo Klub Partizan (Serbie)         | 7   | 6 | 2 | 1 | 3 | 52 | 51 | +1   |
| 6    | Spartak Volgograd (Russie)               | 7   | 6 | 2 | 1 | 3 | 61 | 77 | -16  |
| 7    | Olympiakós SFP (Grèce)                   | 6   | 6 | 2 | 0 | 4 | 50 | 48 | +2   |
| 8    | Wasserfreunde Spandau 04 (Allemagne)     | 4   | 6 | 1 | 1 | 4 | 38 | 59 | -21  |
| 9    | Cercle des nageurs de Marseille (France) | 0   | 6 | 0 | 0 | 6 | 50 | 82 | -32  |

## Sources
- [PDF] Water-polo. Règlement 2011-2012, Fédération française de natation ; fichier consulté le 20 janvier 2012.